# Saint-Nicolas-des-Bois, Manche

Saint-Nicolas-des-Bois este o comună în departamentul Manche, Franța. În 1 ianuarie 2022 avea o populație de 92 de locuitori.